# Uncle Grandpa
Uncle Grandpa là một loạt phim hoạt hình Mỹ do Peter Browngardt, một người làm việc cho Cartoon Network, tạo ra. Phim được phát sóng lần đầu vào ngày 2 tháng 9 năm 2013. Bộ phim dựa trên phim hoạt hình ngắn cùng tên của Browngardt trên The Cartoonstitute. Uncle Grandpa cũng là một spin-off của Secret Mountain Fort Awesome, cũng là một chương trình dẫn xuất của phim ngắn trên Cartoonstitute. Phim do Cartoon Network Studios sản xuất.
Chương trình là một bộ phim hài phiêu lưu siêu thực mà dựa nhiều vào hình ảnh gây cười và những câu khẩu hiệu. Tác giả Pete Browngardt đã trích dẫn tác phẩm của các họa sĩ Don Martin, Gary Larson và Robert Crumb, cũng như từ những nhà làm phim hoạt hình ở thời đại Vàng của hoạt hình Hoa Kỳ như Tex Avery khi đến giai đoạn phát triển phong cách của chương trình. Mỗi tập phim dài 11 phút được thể hiện trong một dạng độc đáo, bao gồm một câu chuyện dài 7-9 phút cùng một số phần ngắn thường bao gồm trò đùa thị giác nhanh, và phần ngắn tập trung vào nhân vật phụ của chương trình.
Với một ý tưởng, Cartoon Network làm lại các mùa thứ tư và thứ năm: đầu tiên chia mùa thứ hai (52 tập) thành hai mùa, mà lần lượt là mùa thứ hai và thứ ba, sau đó mùa thứ ba cũng được công bố. Với cả hai mùa thứ tư và thứ năm gồm 26 tập phim, những mùa mới này sẽ là mùa cuối.

## Lịch sử
Tập chạy thử Uncle Grandpa đã được nghệ sĩ Peter Browngardt, người từng đảm nhận vai trò phân cảnh kịch bản (storyboard trong phim Chowder, tạo ra vào năm 2008 nhưng được phát sóng trực tuyến vào năm 2009 trên kênh Cartoon Network Video như một phần của The Cartoonstitute.
Năm 2011, bộ phim hoạt hình Secret Mountain Fort Awesome(dựa trên các nhân vật xuất hiện trong phim ngắn gốc) được phát sóng trên kênh Cartoon Network, nhưng không được đón nhận như các loạt phim trên Cartoon Network khác vào thời điểm đó, và cuối cùng phải gián đoạn vào tháng 2 năm 2012. Mặc dù thất bại, Secret Mountain Fort Awesome tiếp tục giành được nhiều giải thưởng, bao gồm giải thưởng Crystal cho "Phim truyền hình xuất sắc nhất" tại Liên hoan phim hoạt hình quốc tế Annecy (Annecy International Animated Film Festival), là sản phẩm có cơ sở tại Hoa Kỳ đầu tiên đạt được thành tích này.